# 카스카족
카스카(Kaska)는 아나톨리아의 청동기 시대의 민족으로 히타이트 문헌에서 알려졌다. 그들은 히타이트의 중심 영역과 흑해 사이에 살았다. 후의 히타이트 제국이 그 영역인 북쪽으로는 절대 팽창하지 않은 이유로 거론된다. 그들은 팔라에서 이주시킨 사람들로 팔라어를 썼다. 그들은 카시쿠라고도 알려져있다. 
카스카가 약탈하지 않거나 교역하지 않을 때 그들은 돼지를 키우거나 린넨을 짰다. 카스쿠는 하티의 달의 신의 이름으로 그들의 알려진 첫 정복의 위치 네릭에서 사용되는 말이다. 이것은 그러나 카스카 그 자신들을 확인하는 말을 나타내지는 않는다.
투드할리야 3세의 치세에 카스카는 거룩한 도시 네릭의 폐허로 이동하였다. 투드할리야 3세의 세 번째 원정은 카스카에 대해서였다. 그의 후계자 아르누완다 1세는 네릭이 제국으로 돌아오기를 기원하며 신에 대한 기도문을 만들었다. 그는 캄마마아 잘푸와를 도시로 언급하였는데 그 도시들은 히타이트였으며 그 때 카스카 아래가 되었다. 아르누완다는 조공으로 약간의 카스카 종족을 회유하려고 시도하였다.
히타이트 왕국은 기원전 1200년 무너졌다. 아시리아 왕 티그라트-필레세르 1세는 카스카와 그들의 무시키 연맹이 하티의 중심부에서 활동적이였다고 기록한다. 티글라트 필레세르는 그들을 격파하고 카스카는 역사적 기록에서 사라졌다. 흑해 리토랄이 역사에 돌아왔다. 그곳은 아르메니아인이 거주하였지만 킴메르와 같은 이란인들이 확산되었다.